# 严家廿四间头
29°27′42″N 119°53′12″E / 29.46167°N 119.88667°E
严家廿四间头位于中国浙江省浦江县浦阳街道广场居委会严家31—53号，2010年被列为第四批浦江县文物保护单位。
严家廿四间头建于清乾隆年间，坐北朝南，三进三开间两层砖木结构，东西各置厢房，面积1565平方米。